# Джон Лендіс Мейсон

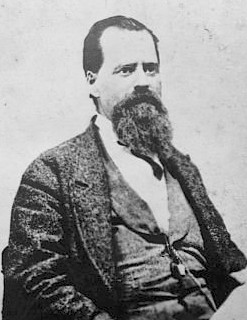
Джон Л. Мейсон

Джон Лендіс Мейсон (англ. John Landis Mason; 1832, Вайнленд, Нью-Джерсі — 1902, Нью-Йорк) — американський лимар і винахідник.
Відомий насамперед винаходом гвинтової закрутки — банки із різьбою, відповідною кришкою та ущільнювачем, яку і досі називають «банкою Мейсона», патент на яку отримав 30 листопада 1858 року.
Герметичні «банки Мейсона» замінили непрактичні посудини, що запечатувалися воском. З 1879 року, коли сплив термін дії патента, виданого винахіднику, герметичний посуд почали виготовляти і кокуренти Мейсона — тож невдовзі цей тип банки став найпоширенішим у світі.
У тому ж 1858 році Мейсон виготовив першу сільничку з гвинтовою кришкою.
Був одружений, мав дев'ять доньок, шестеро дожили до повноліття.
Помер у бідності в багатоквартирному будинку в Нью-Йорку 26 лютого 1902 року.